# Vallisneria caulescens
Vallisneria caulescens là một loài thực vật có hoa trong họ Hydrocharitaceae. Loài này được F.M.Bailey & F.Muell. miêu tả khoa học đầu tiên năm 1888.